# Chrystian II (książę Anhalt-Bernburg)
Christian II (ur. 11 sierpnia 1599 w Ambergu, zm. 22 września 1656 w Bernburgu) – książę Anhalt-Bernburg. Jego władztwo było częścią Świętego Cesarstwa Rzymskiego. Pochodził z dynastii askańskiej.
Był synem księcia Anhalt-Bernburg Chrystiana I i jego żony księżnej Anny. Na tron wstąpił po śmierci ojca 17 kwietnia 1630.
28 lutego 1625 w Ahrensbök poślubił swoją siostrę cioteczną – księżniczkę Szlezwika-Holsztynu-Sonderburg Eleonorę Zofię. Para miała czternaścioro dzieci:
- księcia Beringera (1626–1627)
- księżniczkę Zofię (1627-1629)
- księcia Joachima (1629-1629)
- księcia Chrystiana (1631–1631)
- księcia Erdmanna Gedeona (1632–1649)
- księcia Bogusława (1633–1634
- Wiktora Amadeusza (1634–1718)
- księżniczkę Eleonorę Jadwigę (1635–1685)
- księżniczkę Ernestynę Augustę (1636–1659)
- księżniczkę Angelikę (1639–1688)
- księżniczkę Annę Zofię (1640–1704)
- księcia Karola Ursyna (1642–1660)
- księcia Ferdynanda Chrystiana (1643–1645)
- księżniczkę Marię (1645-1655)
- księżniczkę Annę Elżbietę von Anhalt-Bernburg(inne języki) (1647-1680)